# HD174916
HD174916 — хімічно пекулярна зоря спектрального класу A1, що має видиму зоряну величину в смузі V приблизно  7,4.
Вона  розташована на відстані близько 720,0 світлових років від Сонця.